# Euxoa objurgata
Euxoa objurgata är en fjärilsart som beskrevs av Smith 1900. Euxoa objurgata ingår i släktet Euxoa och familjen nattflyn. Inga underarter finns listade i Catalogue of Life.